# NGC 114
NGC 114는 고래자리 방향에 있는 렌즈형 은하이다.